# San Antonio Villalongín
San Antonio Villalongín es una localidad del estado mexicano de Michoacán. Es parte del municipio de Hidalgo.

## Toponimia
El nombre «San Antonio» hace referencia al santo patrono de la localidad: Antonio de Padua. El nombre «Villalongín» rinde homenaje a Manuel Villalongín, héroe de la Independencia de México, oriundo del estado de Michoacán.

## Demografía
| Gráfica de evolución demográfica |
|                                  |

| Censo | Población |
| ----- | --------- |
| 1900  | 269       |
| 1910  | 330       |
| 1921  | 380       |
| 1930  | 646       |
| 1940  | 652       |
| 1950  | 1323      |
| 1960  | 1467      |
| 1970  | 1096      |
| 1980  | 1208      |
| 1990  | 2149      |
| 2000  | 3072      |
| 2010  | 2621      |
| 2020  | 2461      |